# Sémalens
Sémalens település Franciaországban, Tarn megyében. Lakosainak száma 2021 fő (2022. január 1.). Sémalens Vielmur-sur-Agout, Cambounet-sur-le-Sor, Fréjeville, Puylaurens, Saint-Germain-des-Prés és Saïx községekkel határos.

## Népesség
A település népessége az elmúlt években az alábbi módon változott:
| Lakosok száma | 2023 | 2033 | 2080 | 2013 | 2011 | 2008 | 2006 | 2009 | 2021 |
|               | 2013 | 2015 | 2016 | 2017 | 2018 | 2019 | 2020 | 2021 | 2022 |